# Golborne David
Golborne David – wieś w Anglii, w hrabstwie ceremonialnym Cheshire, w dystrykcie (unitary authority) Cheshire West and Chester. Leży 9 km na południowy wschód od miasta Chester i 257 km na północny zachód od Londynu. W 2001 miejscowość liczyła 55 mieszkańców.